# Taenaris pandemos
Taenaris pandemos är en fjärilsart som beskrevs av Hans Fruhstorfer 1911. Taenaris pandemos ingår i släktet Taenaris och familjen praktfjärilar. Inga underarter finns listade i Catalogue of Life.